# 衡州
衡州（こうしゅう）は、中国にかつて存在した州。隋代から元初にかけて、現在の湖南省衡陽市一帯に設置された。

## 概要
589年（開皇9年）、隋が南朝陳を滅ぼすと、湘東郡が廃止されて、衡州が置かれた。衡州は衡陽・耒陽・湘潭・新寧の4県を管轄した。607年（大業3年）に州が廃止されて郡が置かれると、衡州は衡山郡と改称された。
621年（武徳4年）、唐が蕭銑を平定すると、衡山郡は衡州と改められた。742年（天宝元年）、衡州は衡陽郡と改称された。758年（乾元元年）、衡陽郡は衡州の称にもどされた。衡州は江南西道に属し、衡陽・常寧・攸・茶陵・耒陽・衡山の6県を管轄した。
宋のとき、衡州は荊湖南路に属し、衡陽・耒陽・常寧・安仁・茶陵の5県を管轄した。
1277年（至元14年）、元により衡州は衡州路総管府と改められた。衡州路は湖広等処行中書省に属し、録事司と衡陽・安仁・酃の3県を管轄した。1364年、朱元璋により衡州路は衡州府と改称された。
明のとき、衡州府は湖広省に属し、直属の衡陽・衡山・耒陽・常寧・安仁・酃の6県と桂陽州に属する臨武・藍山・嘉禾の3県、合わせて1州9県を管轄した。
清のとき、衡州府は湖南省に属し、衡陽・清泉・衡山・耒陽・常寧・安仁・酃の7県を管轄した。
1913年、中華民国により衡州府は廃止された。

## 広東の衡州
本節では南朝梁によって現在の広東省北部に設置された衡州について述べる。507年（天監6年）、南朝梁により湘州と広州の一部を分割して衡州が立てられた。581年（太建13年）、南朝陳により衡州の始興郡が分離されて東衡州とされ、残る衡州は西衡州とされた。東衡州は始興郡・安遠郡・盧陽郡の3郡を管轄し、西衡州は陽山郡を管轄した。589年（開皇9年）、隋が南朝陳を滅ぼすと、西衡州は洭州と改称された。600年（開皇20年）、洭州は廃止され、広州に編入された。

## 黄岡の衡州
本節では北斉によって現在の湖北省黄岡市一帯に設置された衡州について述べる。北斉により衡州が置かれ、斉安郡を管轄した。南朝陳によりこの衡州は廃止されたが、北周により再び設置された。585年（開皇5年）、隋によりこの衡州は黄州と改称された。